# Aitana (cantante)
Aitana Ocaña Morales (Barcelona, 27 de junio de 1999) es una cantante, compositora y actriz española. Se dio a conocer a raíz de su participación en la novena edición del talent show español Operación Triunfo (2017), donde obtuvo el segundo puesto. Por ende, fue una de los seis candidatos para representar a España en el Festival de Eurovisión 2018, con «Arde» en solitario y «Lo malo» en dueto con Ana Guerra, que fue un éxito en ventas y streaming.
Firmó un contrato con la discográfica Universal Music Group con la cual ha lanzado cuatro álbumes de estudio: Spoiler (2019), 11 razones (2020), Alpha (2023) y Cuarto azul (2025). Los tres primeros álbumes han obtenido certificaciones, como mínimo, de disco de platino por los Productores de Música de España (Promusicae), además de obtener la misma certificación en Argentina y Chile el segundo de ellos.
A lo largo de su carrera, ha participado en otros programas televisivos como entrevistada, invitada musical e incluso como asesora en la sexta edición de La voz kids España e instructora en la séptima y octava ediciones del mismo. También ha sido galardonada con diversos premios, entre los que cabe destacar un Premio Ondas, un MTV Europe Music Awards a la mejor artista española, seis Premios Odeón, ocho premios Los 40 Music Awards, un Radio Disney Music Awards y otro Nickelodeon Kids' Choice Awards, entre otros. Además de haber recibido dos nominaciones en los Premios Grammy Latinos, incluyendo la de mejor nueva artista. Por todos estos reconocimientos en su trayectoria, es conocida como la «princesa del pop española». Internacionalmente, ha obtenido reconocimiento por sus sencillos «Mon Amour», «Formentera» o «Los Ángeles» que han entrado en las listas de éxitos musicales de diversos países latinoamericanos y europeos, además de haber realizado una gira con diversos sold outs por países como México o Argentina.
Aparte de su trayectoria musical, Aitana debutó en 2022 en el mundo de la interpretación como protagonista principal de la serie La última, una ficción de género dramático y musical que sigue la vida de una chica cuyo sueño es convertirse en estrella del pop, estrenada mundialmente en las plataformas Disney+ y Star+. También ha trabajado como embajadora corporativa de marcas internacionales como McDonald's, Inditex, Tous, Coca cola o Yves Saint Laurent.

## Biografía
Aitana Ocaña Morales nació el 27 de junio de 1999 en Barcelona pero desde su infancia residió en San Clemente de Llobregat, como la única hija de Cosme Ocaña y Belén Morales. Antes de residir en Sant Climent, vivió los primeros años de su vida en la vecina Viladecans. Desde pequeña empezó a sentir interés por la música, por lo que comenzó a tocar el piano a temprana edad. A sus doce años, en su época como estudiante de secundaria, interpretó el tema «We Are the World» del cantante Michael Jackson en el centro donde cursaba sus estudios y comenzó a sentir pasión por la música y el canto.
En 2014, comenzó a realizar versiones de canciones populares en YouTube. Ese mismo año, comenzó a componer sus primeras canciones y algunas de ellas fueron grabadas en estudio, como «Laws about me», publicada en YouTube el 12 de agosto de 2015. Una de sus mayores pasiones es la música de género cinematográfico, siendo una de sus mayores inspiraciones Thomas J. Bergersen. En 2017, culminó el bachillerato en artes plásticas y tenía planeado estudiar diseño, pero le surgió otra oportunidad cuando en julio de 2017, después de realizar el examen de selectividad para acceder a la universidad, visitó la ciudad universitaria en Madrid, donde se llevaron a cabo las audiciones para formar parte de la novena temporada del concurso de música Operación Triunfo, donde fue seleccionada.
En 2023, Aitana consolidó su carrera con el lanzamiento de su tercer álbum de estudio, Alpha, un proyecto de carácter más experimental y electrónico con influencias del pop-dance, que supuso un giro estilístico respecto a sus anteriores trabajos. Este álbum fue acompañado por el Alpha Tour, una gira internacional con conciertos en América Latina, Estados Unidos y Europa, que culminó con varias fechas en España a finales de año. En lo personal, durante esta etapa mantuvo una relación con el cantante Sebastián Yatra, que acaparó la atención mediática, aunque a mediados de 2024 se conoció su ruptura.  A pesar de ello, Aitana continuó su proyección artística participando en proyectos publicitarios, colaboraciones musicales y fue reconocida como una de las artistas españolas más influyentes del momento. En julio de 2025, se confirmó la relación entre Aitana y el youtuber Plex.

## Trayectoria musical

### 2017-2018: Segunda clasificada en Operación Triunfo 2017
En 2017, ganó reconocimiento nacional con su participación en el programa de televisión español Operación Triunfo 2017. Como finalista del concurso, fue una de las candidatas a representar a España en el Festival de la Canción de Eurovisión 2018, en Lisboa, con las canciones «Arde», como solista escrita por María Peláe y Alba Reig de Sweet California y «Lo malo», interpretada a dúo con Ana Guerra, ambas logrando quedar en segundo y tercer puesto, respectivamente, con un 31 % y un 26 % de los votos. Ambas cantantes no consiguieron representar a España en el Festival de la Canción de Eurovision 2018, pero sí pudieron representar a su país en el OGAE Second Chance Contest quedando en el cuarto puesto con 215 puntos con «Lo malo». El 5 de febrero de 2018, se proclamó como la segunda clasificada de Operación Triunfo 2017 con el 42 % de los votos del público, tras la ganadora Amaia. Durante su paso por OT, fue seleccionada para ser favorita durante casi todas las semanas (excepto en la quinta gala), logrando serlo en dos ocasiones.

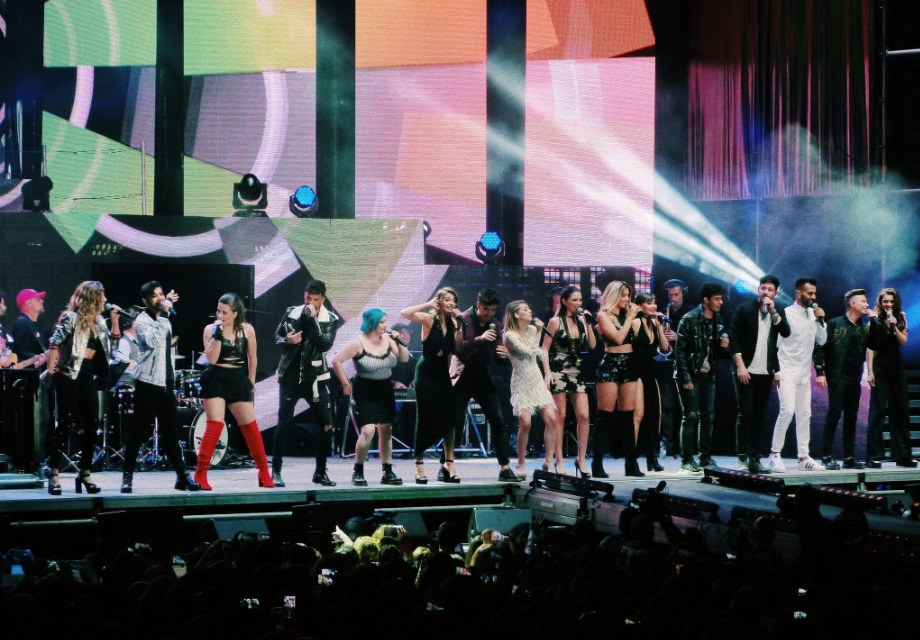
Actuación de la gira de OT 2017, en Pamplona (es la sexta por sexta por la derecha)

A pesar de que no fueron seleccionadas para representar a su país en el Festival de la Canción de Eurovisión 2018, el tema «Lo malo», a dúo con Ana Guerra, logró ser un éxito rotundo y arrasó en las plataformas digitales como Spotify o YouTube, obteniendo el segundo puesto en las canciones más virales, el primer puesto en la lista de ventas oficial en España de una canción nacional desde 2016 por Promusicae y siendo certificada con cinco discos de platino en España.
El 16 de marzo, Universal Music España lanzó el primer álbum recopilatorio de la cantante en forma de revista en su edición física, titulado Aitana Ocaña, sus canciones, que recoge las interpretaciones de la cantante durante su paso por Operación Triunfo, incluyendo «No puedo vivir sin ti» en dueto con Cepeda, «Con las ganas» en dueto con Amaia o «Procuro olvidarte», y que recibió la certificación de disco de oro.

### 2018-2019: Primeros éxitos ySpoiler
Desde su salida del programa, Aitana comenzó a trabajar en su primer trabajo discográfico. Después del lanzamiento del vídeo lírico de «Arde» en YouTube, viajó a Los Ángeles para grabar su disco con el productor musical Sebastián Krys. En mayo, actuó en Madrid, Málaga y Barcelona en los conciertos de LOS40 Primavera Pop. Posteriormente, fue invitada por David Bisbal para participar como invitada en su concierto en el Palau Sant Jordi de Barcelona, donde interpretó junto a él «Mi princesa». El 29 de junio, Aitana y el resto de concursantes de Operación Triunfo 2017 realizaron un concierto benéfico en el Estadio Santiago Bernabéu de Madrid, al que asistieron más de 60 000 espectadores. El 27 de julio, lanzó su primer sencillo oficial en solitario titulado «Teléfono» el cual debutó como número uno del Top 50 canciones de Promusicae. El videoclip del sencillo fue el más visualizado en la plataforma de video Vevo en un período de 24 horas en España. El 18 de octubre, lanzó un libro con sus ilustraciones titulado La tinta de mis ojos. El 30 del mismo mes, durante una rueda de prensa en Ecuador, recibió por Universal Music Group un disco de oro por las ventas y consumo digital en Ecuador de «Lo malo» y «Teléfono».

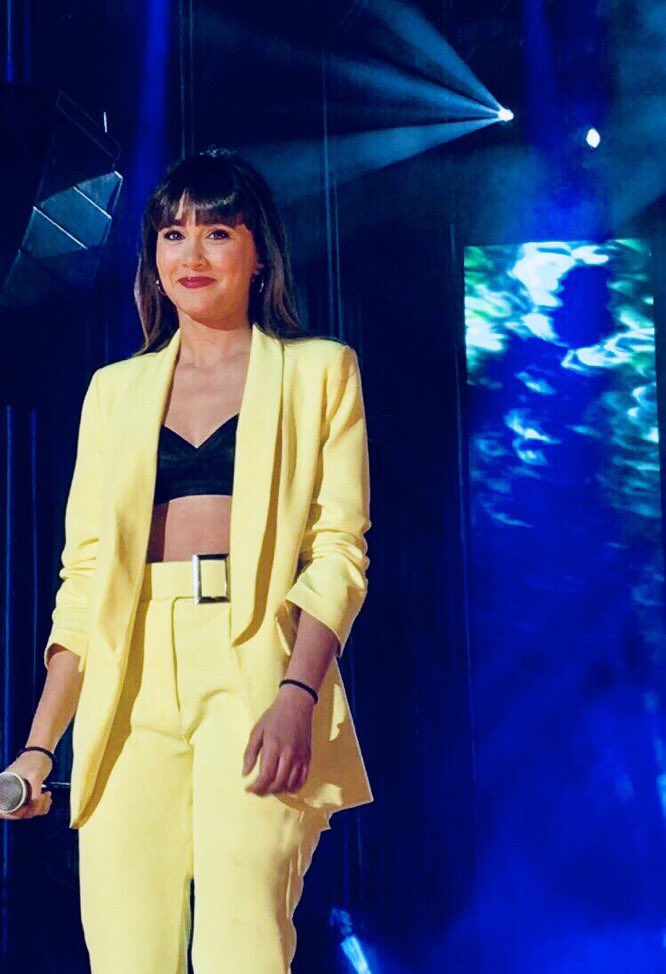
Aitana en un concierto en Málaga (2018)

El 15 de noviembre, presentó la actuación del cantante Bad Bunny en los Premios Grammy Latinos 2018, junto a Lele Pons, con quien grabó un remix de «Teléfono» publicado el 21 de noviembre de 2018. Después, interpretó «Lo malo» junto a Tini Stoessel, en el concierto de esta última, en el Luna Park en Buenos Aires. El 30 del mismo mes, publicó su primer EP titulado Tráiler, que cuenta con cinco canciones originales más la remezcla anteriormente citada. En diciembre, grabó junto a sus compañeros de OT 2017, Ana Guerra, Lola Índigo, Agoney Hernández, Raoul Vázquez y el rapero canario Maikel Delacalle la canción «El mundo entero» para un comercial de la marca Coca-Cola. Además, también grabó una canción para el disco de La Marató de TV3 y otra para la banda sonora de La gran aventura de los Lunnis y el libro mágico. En el mismo mes, recibió el premio "Artista revelación del año" y una nominación a "Canción del año" por «Lo malo» en LOS40 Music Awards 2018.
El 21 de febrero de 2019, actuó en los Premio Lo Nuestro en Miami, junto a Ana Guerra y Greeicy Rendón. Su sencillo «Vas a quedarte», la convirtió en una de las artistas más escuchadas del primer semestre de 2019, además de ser nominada a "Canción del año" en LOS40 Music Awards (2019). El sencillo fue número uno del Top 50 canciones de Promusicae por varias semanas y consiguió la certificación de triple disco de platino. El 12 de abril, se publicó su colaboración con la banda Morat, un tema titulado «Presiento», que también obtuvo diversos reconocimientos en forma de certificaciones de ventas discográficas como el doble disco de platino en España y el disco de platino en México.
En ese mismo año publicó 4 sencillos más: «Nada sale mal», un tema de pop urbano que se mantuvo como número uno en tendencias de Youtube durante varios días y que posteriormente fue una de las canciones que formó parte del videojuego Let's Sing 2022, «Con la miel en los labios» una balada sobre el amor compuesta completamente por ella, «Me quedo» en colaboración con Lola Índigo que se situó en el primer puesto de las tendencias en España, y «+» en colaboración con Cali & El Dandee que recibió triple disco de platino en España, disco de oro en México y otro disco de platino en Perú, además de ser promocionado y expuesto en el Times Square de Nueva York. Este último formó parte de su siguiente disco, aunque por entonces no tenía nombre, siendo el primer sencillo publicado de su segundo álbum.
El 7 de junio de 2019 publicó a través de Universal Music España su álbum debut Spoiler, que incluyó todos los sencillos anteriores, con excepción de la colaboración con Cali y el Dandee, que se incluyó en su siguiente disco. El disco presentó un total de catorce canciones, todas ellas en solitario, salvo una con Lola Índigo. El álbum se mantuvo en la primera posición del Top 100 álbumes de Promusicae durante varias semanas en lista y fue certificado con un disco de platino en España. En diciembre lanzó Spoiler re-play, edición especial de su primer álbum.
Su primera gira musical, Play Tour Aitana, comenzó el 22 de junio  en la Plaza de toros de La Condomina de Murcia y se llevó a cabo en más de 20 ciudades a lo largo de 2019 y 2020. El tour concluyó en Marbella, el 18 de julio de 2025. En esta gira, consiguió ser la primera participante femenina de Operación triunfo en agotar las entradas del Palau Sant Jordi de Barcelona. Además, estrenó un documental sobre su gira que se emitió en Movistar+ bajo el título Aitana Play Tour: tras las luces.

### 2020-2021:11 RazonesyLa voz Kids
A principios de 2020 se dio a conocer la noticia de que la cantante estaba en el Top 5 en ventas de discos y entre las diez primeros cantantes españoles más escuchados de todo 2019. Además, en el primer semestre de 2020, fue la segunda artista más escuchada en España en la plataforma Spotify, tan solo por detrás de Karol G. A principios de ese año, se confirmó su fichaje como asesora de David Bisbal en La voz Kids 6 en Antena 3 después de haber actuado en la final de la anterior edición cantando «Vas a quedarte» con una de las concursantes. El programa, con la participación de la artista, se emitió en junio de 2021. Además, anunció que la gira Play Tour Aitana con el nombre de Más Play Tour, sería retomada el 23 de mayo de 2020 en Barcelona, pero fue finalmente cancelada por la pandemia de COVID-19.
En marzo de 2020, coincidiendo con la cuarentena por el virus COVID-19, se anunció su colaboración con David Bisbal con el tema «Si tú la quieres», pensada inicialmente para ser grabada en Medellín, pero debido al confinamiento se realizó un videoclip casero. El sencillo, consiguió ser número uno en tendencias de YouTube España y sobrepasar los dos millones de visualizaciones en un día, además de ser certificada con triple disco de platino en España. Posteriormente, el 15 de mayo lanzó «Enemigos» junto a Reik con un videoclip hecho por animación y, en julio, «Más de lo que aposté», su segunda canción con Morat. En septiembre realizó la remezcla de la canción «Tu foto del DNI» con su amigo de la infancia, Adrián Mármol, más conocido como Marmi, que se hizo viral a los pocos días de su lanzamiento y recibió una certificación de platino en España. Además, realizó una colaboración con Sebastián Yatra en el sencillo «Corazón sin vida», un homenaje al «Corazón partío» de Alejandro Sanz, el cual obtuvo diversos reconocimientos como disco de platino en España, doble disco de platino en México y disco de oro en Ecuador y Perú. En octubre, se unió al sencillo de la cantante mexicana Danna Paola titulado «Friend de semana», junto a Luísa Sonza y en noviembre se anunció la colaboración internacional de la artista con Katy Perry y Tiësto en el tema «Resilient», con la participación de Coca-Cola, la cual fue «un sueño hecho realidad» para Aitana.
Su segundo álbum, 11 Razones, fue lanzado a nivel mundial a través de Universal Music España el 11 de diciembre de 2020. El disco, con once temas, tres de ellos publicados como sencillos, entre ellos el sencillo homónimo «11 razones», contenía cinco colaboraciones, con: Cali y El Dandee, Sebastián Yatra, Beret, Natalia Lacunza y Pole y Álvaro Díaz. Dos meses más tarde de su lanzamiento, el álbum recibió catorce galardones discográficos internacionales. En el mismo mes, obtuvo la premiación al Mejor artista del año y Canción del año por «Si tú la quieres» junto con David Bisbal en LOS40 Music Awards 2020. En febrero de 2021, recibió cinco nominaciones en diferentes categorías en la segunda edición de los Premios Odeón, en la que obtuvo el galardón a Mejor canción pop por «+», junto con Cali & El Dandee. El 6 de marzo actuó en la gala de los Premios Goya en su XXXV edición interpretando «Happy days are here again» de Barbra Streisand.
En abril participó junto a más de 30 artistas hispanos en la versión de la cuarta pieza de la Sinfonía n.º 9 de Beethoven «Himno a la alegría», por la lucha contra la pandemia del COVID-19. El 30 de abril lanzó el sencillo «Ni una más», que reivindica la importancia de conmemorar el Día Internacional de la Mujer, en cuyo videoclip participaron mujeres de diversa índole de repercusión internacional como Michelle Jenner, Sara Carbonero u Ona Carbonell, el cual fue galardonado como himno contra la violencia de género en el acto del Día Internacional de la Eliminación de la Violencia contra la Mujer. Ese mes se anunció su participación en el festival LOS40 Primavera Pop junto a otros artistas como Ana Mena, Omar Montes o Lola Índigo. En junio se lanzó la remezcla de la canción «Mándame un audio», junto a los artistas Fresquito y Mango y, pocos días después, se anunció que formaría parte del jurado en La voz Kids 7, tras haber participado en la edición anterior como asesora, junto a Sebastián Yatra, Pablo López y David Bisbal.
El 1 de julio de 2021 comenzó la gira musical 11 Razones Tour, con más de treinta conciertos programados, que finalizó el 7 de diciembre en el Palacio de Deportes de la Comunidad de Madrid. Después de anunciar dichas fechas, consiguió agotar las entradas en siete ciudades antes del estreno de la gira. Además, tuvo buenas críticas de la prensa especializada. Para Teresa Almendros del Diario de Cádiz calificó su gira y su presencia en el escenario como: «Aitana convierte en oro todo lo que toca. Con esa humildad que le caracteriza, a pesar de su fulgurante éxito, afronta cada reto con trabajo y tesón, y eso al final se nota en el escenario». En diciembre dio por finalizada su gira en el Palau Sant Jordi (el día 4) y en el Wizink Center (el día 7), ante más de 25 000 espectadores. En abril de 2022, un estudio del Anuario de la Música en Vivo de la Asociación de Promotores Musicales (APM), nombró a Aitana como la tercera artista española con mayor venta de entradas por conciertos en 2021 reuniendo a 105 268 asistentes, por detrás de Dani Martín y José Luis Perales.
Mientras continuaba con la gira, anunció el lanzamiento de un tema con la cantante venezolana Evaluna Montaner en el sencillo «Aunque no sea conmigo» que fue publicado el 23 de julio, y que lideró en las tendencias de vídeos de Youtube. Más adelante, el 18 de agosto, fue lanzada la remezcla de la canción «Mon Amour» junto con Zzoilo, que se gestó en la red social de Twitter, después de que ella escribiese una parte de la letra de la canción en su perfil, lo que llevó a que se pusiesen en contacto. La canción llegó al número uno del Top 50 canciones de Promusicae en su tercera semana de lanzamiento, además de ser certificada con diez discos de platino en el país. Entre sus logros, ha conseguido colarse en el top 100 de las listas de éxitos de países como Argentina, Italia, Portugal, México o Ecuador, además de ser certificada como triple disco de diamante por AMPROFON (México) o como disco de oro por la Federación de la Industria Musical Italiana. Un mes después del éxito de «Mon Amour», en septiembre de 2021, estrenó el sencillo «Berlín», una canción de desamor que se coló a los pocos días en la lista de éxitos España de Spotify y de música en general, que se inspira en la separación de la cantante con su pareja cuando éste se fue a grabar una serie a Berlín, Alemania.
En el mismo mes, se anunciaron sus nominaciones para Los40 Music Awards 2021 en las categorías de "Mejor álbum" por 11 razones y "Artista o grupo en directo", y la nominación en los MTV Europe Music Awards 2021 en la categoría de "Mejor artista español", en la cual resultó vencedora del premio. Días después, el cantante Pablo Alborán anunció el lanzamiento del sencillo «Llueve sobre mojado», con la colaboración de la artista y Álvaro de Luna, publicado el 15 de octubre. El 20 de octubre se dio a conocer que recibía el Premio Ondas en la categoría de "Fenómeno musical del año" ex aequo con Pablo López, debido a que es «una artista con un futuro prometedor y baluarte de la música pop en español». A finales del mismo mes, se conoció su participación en el tema «Coldplay», de nuevo junto al dúo colombiano Cali y el Dandee y también su intervención en el decimoprimer álbum de Melendi, titulado Likes y cicatrices, en la canción «La electricidad». A principios de diciembre grabó el especial musical navideño que Televisión Española emite a finales de año, siendo la principal protagonista. El día 3 del mismo mes, lanzó el sencillo «Formentera», junto a Nicki Nicole, siendo la primera canción de su tercer álbum. La canción ha sido certificada con seis discos de platino en España.

### 2022-2023:Alphay La última
Su primer trabajo de 2022 fue la colaboración dentro del tercer álbum de Sebastián Yatra Dharma, titulada «Las dudas». Tras el lanzamiento del disco, ambos anunciaron por sus redes sociales que se encontraban realizando el videoclip de la canción para hacerla single del mismo. Semanas después, se conoció su participación en el disco de su compañera de OT 2017, Amaia titulado Cuando No Sé Quién Soy, con «La canción que no quiero cantarte». Se estrenó el 10 de mayo, tres días antes de la publicación del disco, en el que se incluía dicho tema. El 1 de abril de 2022 estrenó el segundo sencillo del tercer álbum, titulado «En el coche», que se mantuvo en el top 20 de canciones en las principales plataformas españolas. Hasta ahora, ha sido certificado como triple disco de platino en España.

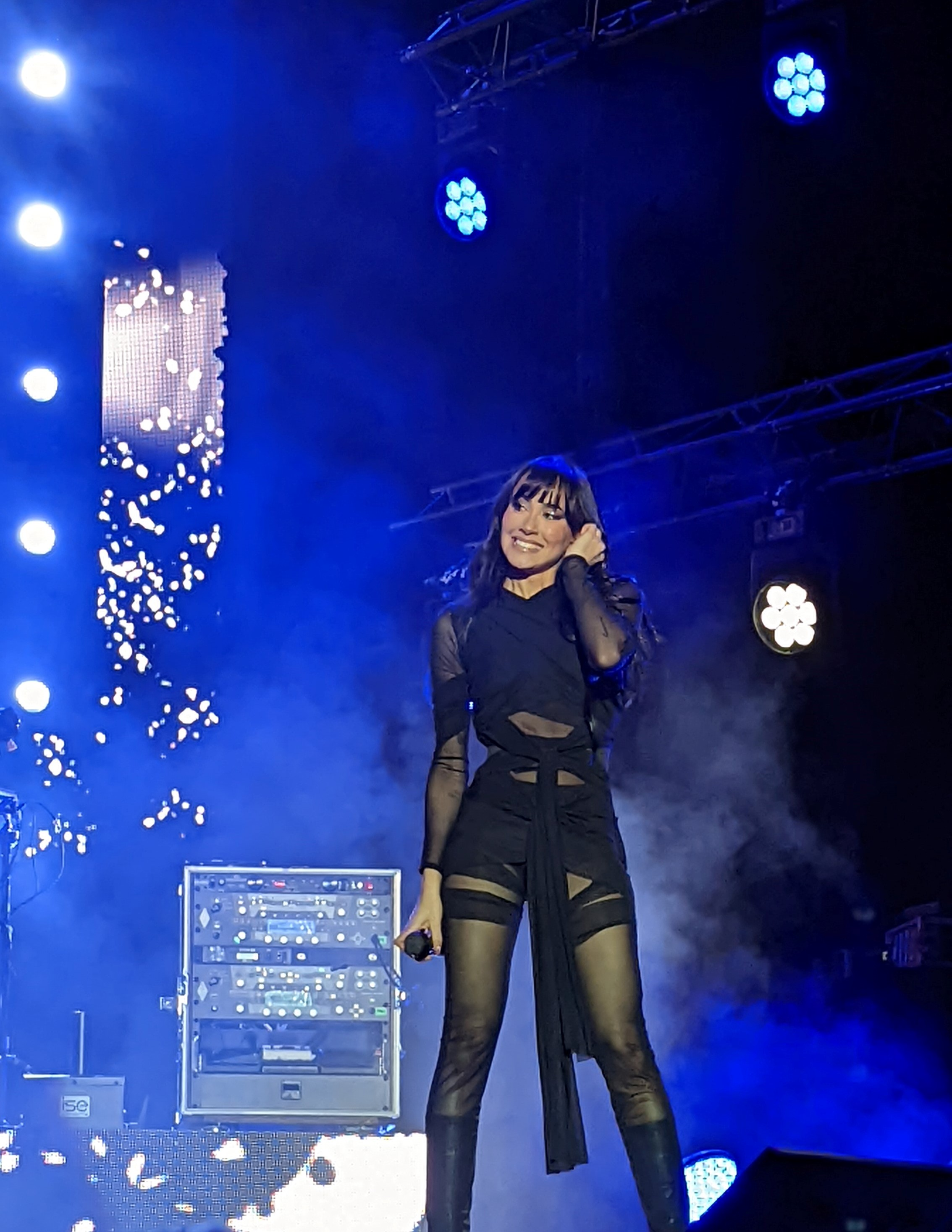
Aitana en un concierto en Madrid

En marzo de 2022 anunció su gira 11 Razones + Tour, complementario al 11 Razones Tour, con seis nuevos conciertos en España, en las ciudades de Valencia, Barcelona, Sevilla, Fuengirola, Bilbao y Madrid. Este último, en el recinto WiZink Center, obtuvo sold out en tan solo dos horas, por lo que sacaron nueva fecha tres días más tarde, con la que también realizó el completo en pocos días, consiguiendo 23 846 entradas vendidas. Además, se conoció que también realizaría conciertos por Latinoamérica, cuyas fechas fueron desveladas en julio del mismo año, siendo México la primera parada en octubre, en las ciudades de Guadalajara, Ciudad de México y Monterrey, consiguiendo vender todas las entradas en la segunda de ellas. También se dieron a conocer las fechas de los conciertos en Buenos Aires, Córdoba, Santiago de Chile y Montevideo para el mes de noviembre. En menos de una hora, consiguió agotar su primer concierto en el Teatro Gran Rex de Buenos Aires, por lo que agregó una segunda fecha, que también fue sold out a los pocos días. En diciembre del mismo año, realizó el último concierto de la gira, de nuevo en el WiZink Center de Madrid, consiguiendo llenarlo por tercera vez en un mismo año y agotando todas las entradas en menos de una hora.
El 2 de junio de 2022 estrenó la canción «Mariposas» junto a Sangiovanni, versión española de la italiana «farfalle». Esta canción se mantuvo en el top 10 en las principales plataformas españolas y ha sido certificada con seis discos de platino en el país. El 25 de julio, sacó el tema «Quieres», con la colaboración de Emilia y Ptazeta. El tema ha sido certificado como disco de platino, por las más de 60 000 copias vendidas desde su estreno. En agosto de 2022 se reunió con los compositores argentinos FMK y Big One para crear diversos temas para futuros proyectos. Un mes después, con el comienzo de su gira, interpretó una canción inédita titulada «Otra vez», una balada que compuso junto a los argentinos, tal y como reveló en uno de sus conciertos. La canción fue lanzada el 22 de septiembre, semanas antes del estreno del videoclip.
En noviembre, junto con el anuncio de la fecha de estreno de la serie La última, protagonizada por ella misma, se publicó en todas las plataformas digitales el lead single del álbum de la BSO de la serie, titulado también «La última». El álbum fue lanzado el 2 de diciembre, coincidiendo con el estreno de la serie en Disney+ y Star+, por el sello discográfico Hollywood Records bajo el nombre La última (Banda Sonora Original). Está compuesto por ocho canciones, en versión de estudio y en versión acústica, haciendo dieciséis canciones en total, todas ellas interpretadas en solitario. La última (Banda Sonora Original) se posicionó en la cuarta posición en la lista de los álbumes más vendidos en España en su primera semana tras salir a la venta, además de posicionarse entre los álbumes más escuchados en plataformas como Amazon Music y Spotify.
El 15 de abril de 2023 Antena 3 estrenó la octava edición de La voz Kids, donde volvió a realizar su trabajo como coach musical.
En marzo de 2023 comunicó a través de un video teaser el nombre de su tercer álbum de estudio Alpha, en el que se incluyen los temas ya publicados «Formentera» y «En el coche». El 30 de marzo lanzó el tercer single del nuevo álbum, titulado «Los Ángeles». El tema obtuvo varios logros en sus primeras semanas, tales como alcanzar el top 200 de Spotify global, obtener la cima en la lista de los números uno de LOS40, lograr el número 3 en la lista de ventas oficiales de España y el número 76 en las listas oficiales de Argentina, además de conseguir cuádruple disco de Platino por vender más de 240 000 unidades en España. A finales de mayo, se filtró su nueva canción, pendiente de ser publicada, como promoción de la misma, en diversas discotecas y festivales españoles. Se trata de un sample del éxito musical de los 90 «Saturday Night» de Whigfield, que fue lanzado el 6 de junio bajo el nombre de «Las babys» como parte del tercer proyecto de la cantante, Alpha. En agosto lanzó en quinto sencillo del mismo álbum, titulado «miamor», junto al rapero Rels B, una mezcla de pop y house.
Alpha tuvo su lanzamiento el 22 de septiembre de 2023, un disco electropop y house con quince temas, cinco de ellos publicados como sencillos. El focus track del disco fue «Dararí», una canción electrónica producida por Kuinvi, además, contó también con una colaboración junto a Danna Paola: «AQYNE» (Ahora que ya no estas), que tuvo videpclip. El disco fue seleccionado como el mejor álbum femenino del año en español por la revista Rolling Stone y el octavo en general, además de recibir un 7/10 en el portal especializado de música Jenesaispop.

### 2024-presente: Metamorfosis yCuarto azul
Para 2024, Aitana comentó que empezaría a preparar su cuarto álbum de estudio. Para ello, viajó nuevamente a Los Ángeles con el objetivo de juntarse con diferentes productores. Mientras trabajaba en nuevas canciones, fue la invitada especial de Sangiovanni para cantar en el Festival de la Canción de San Remo (Italia) una versión de «Farfalle». En enero de 2024, visitó a los concursantes de Operación Triunfo 2023, regresando a la academia que la vio nacer seis años antes. En abril colaboró por tercera vez con el colombiano Sebastián Yatra para la balada «Akureyri», cuyo vídeo musical fue grabado en la ciudad de mismo nombre, en Islandia. Un mes después, participó en el álbum de Sen Senra PO2054AZ con la canción indie «Hermosa casualidad».
La cantautora anunció su primer concierto en solitario en un estadio, el Santiago Bernabéu, con capacidad para más de 60 000 personas para diciembre de 2024, con el que agotó las entradas tiempo record. Unos meses después, anunció un segundo concierto en el mismo estadio para el día siguiente al concierto original. Debido a problemas de insonoración del estadio, los conciertos fueron postergados para junio de 2025.
A principios de julio publicó la canción en solitario «4TO 23», trayendo de vuelta el pop, con nuevos sonidos como el synthpop. Un mes después, colaboró con el cantante británico Sam Smith para realizar una versión de su canción «Like I Can» (2014), en español e inglés. En octubre obtuvo el premio Music en los Bazaar Women of the Year 2024, entregados por la revista Harper's Bazaar a las mujeres más influyentes en diferentes campos. También colaboró en el álbum Buenas noches de Quevedo, en el tema «Gran Vía», que debutó como número uno en la lista de las canciones más escuchadas de Spotify, así como en You Tube o Apple Music.
En enero de 2025 dio inicio a una nueva era musical para el posterior lanzamiento de su cuarto álbum de estudio. La primera canción en ver la luz del disco fue «Segundo intento», con una melodía dulce, toques dance y una base pop.El 28 de febrero se estrenó en Netflix, su documental Aitana: Metamorfosis donde la cantante revela sus momentos más íntimos y reflexiona sobre su vida a raíz de su salida de Operación Triunfo.En marzo de 2025, publicó un segundo adelanto de su cuarto disco, un sencillo junto al puertorriqueño Myke Towers, «Sentimiento Natural».Ese mismo mes anunció una serie de tres conciertos por estadios, Metamorfosis Season.El 6 de mayo, publicó la esperada canción «6 de febrero», un tercer adelanto de su cuarto álbum de estudio que lideró las listas de ventas y reproduciones.
El 30 de mayo lanzó su cuarto álbum de estudio Cuarto azul, un disco pop con temas más personales en sus composiciones y con dos partes diferenciadas por un interludio. Ese mismo día fue lanzando el focus track disco «Cuando hables con él», una balada de desamor.En el disco hay varias colaboraciones con otros artistas, como la ya conocida con Myke Towers, además de con Jay Wheeler, Ela Taubert, Barry B, Kenia Os, Danny Ocean y Alaska.El 22 de junio fue anunciada su actuación en La Velada del Año V, que se llevó a cabo el 26 de julio, en el Estadio La Cartuja en Sevilla.El 31 de julio al finalizar su serie de conciertos por estadios Metamorfosis Season, en donde congregó a más de 160.000 espectadores en tan solo tres fechas, anunció su primera gira mundial Cuarto Azul World Tour, con hasta el momento 24 fechas en ciudades de Europa, Estados Unidos e Hispanoamérica.

## Trayectoria interpretativa
Aitana tuvo su primer contacto con la interpretación en 2018, cuando realizó un cameo interpretándose a sí misma en un episodio de Skam España. Posteriormente, a principios de 2021, comenzó a tomar clases de interpretación, tal y como afirmó en diversas entrevistas. En febrero de 2022 se anunció su debut como actriz en La última, primera serie original española de la plataforma Disney+, la cual protagonizó junto a la que era su pareja en aquel momento, Miguel Bernardeau. En la serie interpreta a Candela, una trabajadora que persigue su sueño de convertirse en cantante. La ficción estrenó a la vez sus cinco episodios el 2 de diciembre de 2022 en las plataformas Disney+ (Europa) y Star+ (Latinoamérica).
En mayo de 2022 se anunció que protagonizaría una película original de la plataforma de streaming Netflix, titulada Pared con pared, adaptación de la francesa Un peu, beaucoup, aveuglément dirigida en 2015 por Clovis Cornillac. Está dirigida por Patricia Font, coprotagonizada por Fernando Guallar y se estrenó en abril de 2024. En la cinta interpreta a Valentina, una joven pianista que pretende alzarse con el éxito como músico mientras lidia con un vecino cascarrabias. La canción «Cuando será», original de la ficción, se lanzó en YouTube en exclusiva, interpretada por el personaje al que da vida la cantante.
En septiembre de 2023, la cantante anunció por sus redes sociales que se encontraba grabando una serie documental para la plataforma Netflix. El proyecto, que trata sobre la vida profesional y personal de Aitana, está dirigido por Chloé Wallace y producido por Komodo Studio, consta de seis episodios y se estrenó el 28 de febrero de 2025 bajo el título de Aitana: Metamorfosis.

## Mercadotecnia

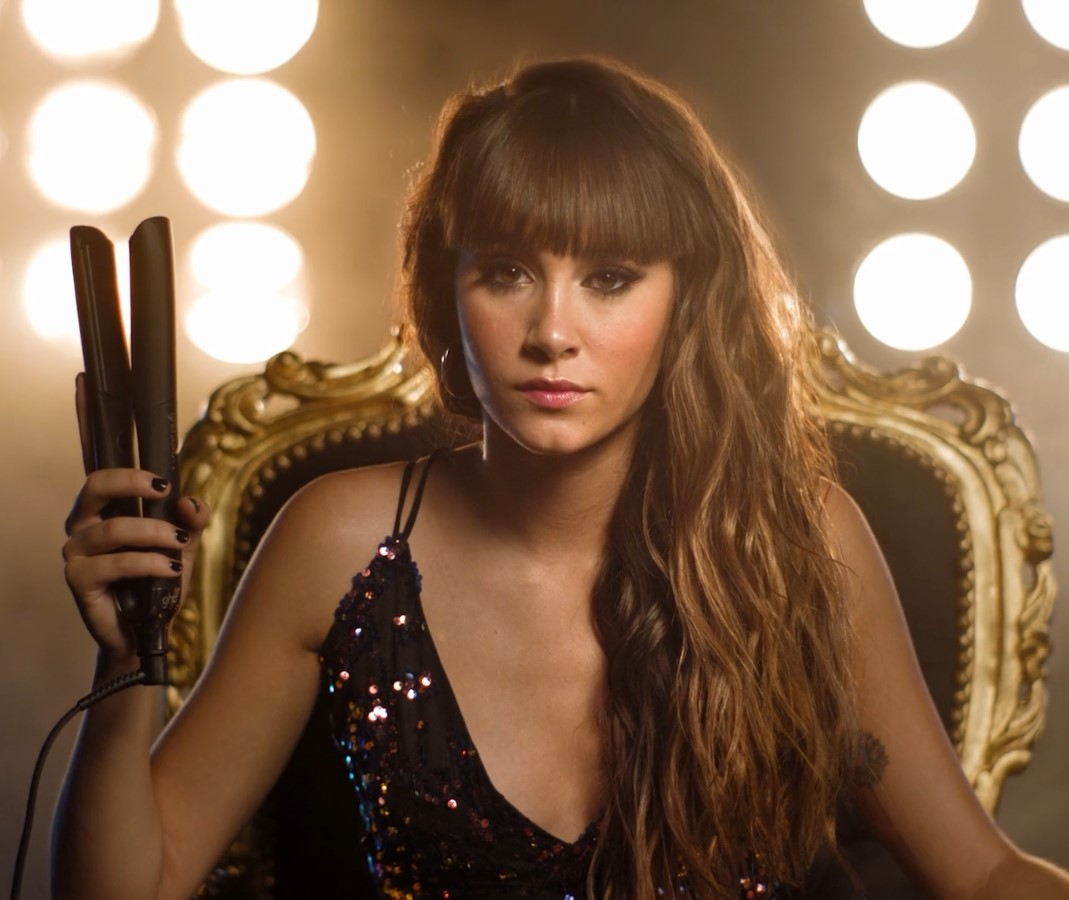
Aitana en un evento para GHD (Good Hair Day) en 2018

A partir de su salto a la fama, la cantante ha sido un gran reclamo para marcas, ya sea para hacer publicidad o para lanzar productos con su nombre al mercado. En abril de 2018, se convirtió en la primera embajadora de la firma Stradivarius, una de las filiales de moda del grupo Inditex, grupo que siempre había rechazado invertir en campañas publicitarias tradicionales. Este cambio en el modelo de negocio de Inditex, convirtió a Aitana en imagen en la campaña de Primavera 2018. Posteriormente, debido al éxito que obtuvo en ventas, fue imagen de la campaña Otoño 2018 en España. En abril de 2019, volvió a ser embajadora de la marca española Stradivarius en su nueva línea de verano.
Su siguiente trabajo como embajadora fue con la empresa de chicles sin azúcar Orbit, para la que realizó un anuncio televisivo junto a Pilar Rubio y Miguel Ángel Muñoz, entre otros. En agosto de 2018 fichó por otra marca del mundo de la moda, Rimmel London y, meses después, en noviembre, se convirtió en embajadora para GHD (Good Hair Day), junto a Lara Álvarez y María Pombo. También se ha convertido en una de las embajadoras principales de Yves Saint Laurent, a la que continúa ligada. En junio de 2020 fue la imagen de la colección MÓ SS20 de Multiópticas, con el lanzamiento tanto de gafas de sol como de gafas graduadas. En noviembre del mismo año, se anunció su fichaje como embajadora de la marca deportiva Puma en la línea Sportstyle, donde se pueden ver estilismos deportivos para gente joven, En agosto de 2021 lanzó, junto a Puma, la colección Wild Rose Collection,  una línea de apparel y calzado con diseño de concepto minimalista. A su vez, ha realizado dos spots publicitarios para la compañía de refrescos Coca-Cola, el primero en diciembre de 2018 juntos a algunos de sus compañeros de Operación Triunfo, que se convirtió en el primer anuncio del año tras las Campanadas de fin de año en televisión en Atresmedia y Mediaset España. El segundo fue lanzado en noviembre de 2020, en el que participó junto a Katy Perry, cuyo lema principal era el optimismo y que fue lanzado junto con la canción «Resilient», interpretada por ambas artistas junto con Tiësto.
Paralelamente a sus compromisos con la moda, también colaboró con la empresa de cosmética y perfumes Puig para lanzar una fragancia al mercado con su nombre, Aitana. Años después, lanzó su segunda fragancia bajo el nombre de Aitana Be Magnetic. Sobre la diferencia entre ambas, la cantante afirmó: «Aitana es la primera, es más para el día a día, más ligera, más fresquita. Y luego está Aitana Be Magnetic, que es más potente, más para la noche, para salir a cenar o para ocasiones especiales». A finales de 2021 se anunció el lanzamiento de su tercer perfume con la compañía, bajo el nombre de Aitana 1999. También ha lanzado camisetas, sudaderas, pantalones, pulseras y monederos como merchandising de sus canciones y discos.
En septiembre de 2021 se confirmó su alianza con la cadena de restaurantes de comida rápida McDonald's para realizar un menú propio. Con esta colaboración, siguió la estela de artistas como J Balvin o BTS en una estrategia de la empresa por conseguir mayor número de clientes en diferentes países.  Coincidiendo con este lanzamiento, Aitana confesaba su celiaquía, lo que le imposibilitaba probar este menú y provocando un aluvión de críticas negativas en las redes sociales, y no solo acerca de esto, sino también de la nutrición o la obesidad.
En octubre de 2021 comenzó a colaborar con la marca de joyas Tous como embajadora. Pocos meses después, en abril de 2022, empezó a trabajar como imagen de la marca de productos para cabello Pantene. A principios de 2023 se unió a la marca textil Levi Strauss & Co. para lanzar una colección de ropa de primavera llamada «Spring Icons by Aitana». En agosto de 2023, con motivo del éxito comercial de su canción «Las babys» y del lanzamiento de su tercer álbum de estudio, creó una muñeca Nancy de la marca de juguetes FAMOSA, basada en el estilismo del videoclip de la canción antes nombrada. La muñeca se convirtió en el juguete más vendido durante semanas en plataformas como Amazon, desbancando a Barbie.Desde diciembre de 2024, es la embajadora de la marca de joyas estadounidense Tiffany & Co. en España.

## Legado
Desde su salida del programa de televisión Operación triunfo, muchos la consideraron como la nueva imagen del pop español, destacando unas palabras que tuvo Manu Guix, profesor de la cantante en el programa: «Tú tendrías que ser una diva del pop en España, creo que hay un hueco para ti en ese sentido, y que podrías hacer muy bien». Posteriormente, diversas publicaciones han destacado su figura en el pop español y sus éxitos en su carrera musical. En sus años en la industria de la música, ha recibido galardones de gran importancia tanto nacionales como internacionales, concibiéndose como «fenómeno Aitana» por su imagen de estrella musical.
En 2020, Javier Díaz de El Confidencial, realizó un artículo basado en cifras y expertos en imagen, donde destacó que un 79% de la población española tiene conocimiento de la existencia y carrera de Aitana, especialmente dado por su referencia en la moda, su atractivo, marcar tendencia y su modernidad. A lo largo de 2020, obtuvo el récord de ser la cantante más escuchada en la industria musical española. También fue una de las diez cantantes más escuchadas en España a través de la plataforma Spotify. En septiembre de 2021, el portal digital de la radio Los 40 realizó un artículo sobre las cantantes españolas más importantes de la música actual, que triunfan fuera de las fronteras del país, donde Aitana era una de ellas, junto con Bad Gyal, Ana Mena o Rosalía. Desde ese mismo portal, la han denominado «princesa del pop español» por su aportación a la industria musical, sobrenombre que ya le habían puesto desde otras publicaciones anteriormente. Un mes después, entró a formar parte de la lista de artistas con más ventas de entradas a nivel mundial, siendo la única cantante femenina española en hacerlo. En diciembre de 2021 fue portada de la revista Forbes en una edición dedicada al éxito en distintos ámbitos, donde se hizo un repaso a su carrera y de sus logros, tales como los premios obtenidos y las certificaciones de sus discos. En 2024 fue catalogada por The Recording Academy, promotores de los Premios Grammy, como una de las diez artistas hispanas revolucionarias en el pop actual.
Además, tanto ella como algunas de sus canciones han sido interpretadas o imitadas en concursos de talentos tales como Tu cara me suena en su versión española, donde ha sido imitada en tres ocasiones: por Cristina Pedroche con «Lo malo», Rocío Madrid con «Nada sale mal» y Eva Soriano con el remix de «Mon Amour». Además, su sencillo «Vas a quedarte» ha sido interpretado en La voz Argentina o en el concurso andaluz Tierra de talento, entre otros.

## Vida privada
En noviembre de 2018, comenzaron a surgir rumores de su posible relación con el actor Miguel Bernardeau los cuales fueron confirmados más adelante a través de los perfiles de Instagram de ambos en agosto de 2019. Posaron juntos por primera vez en febrero de 2020 en la Semana de la Moda de Milán, donde acudieron como invitados a los desfiles. Comenzaron a vivir juntos en septiembre de 2021, después de tres años de relación. Terminaron su relación entre finales de 2022 y principios de 2023.
A raíz de su salto profesional, la cantante se mudó a Madrid, más concretamente a una casa que le alquiló la actriz Blanca Suárez. Dos años después, compró y reformó una casa para vivir con su pareja. En julio de 2020 adoptó a una perra, de nombre de Sopa, cuando la Asociación que la había acogido publicó un post sobre su adopción. En octubre de 2021 adoptó su segunda mascota, una perra de nombre Oliva.
En 2023 empezó una relación con el también cantante Sebastián Yatra, pero a finales 2023 se tomaron un descanso. Mas tárde, a partir de febrero de 2024 fueron vistos juntos, dando a entender que se dieron una segunda oportunidad, pero a principios de agosto se confirmó su ruptura definitiva.  Ese mismo año la cantante compró una casa en Miami, para estar más cerca de su estudio de música habitual.

### Salud
La cantante ha reconocido en diversas entrevistas padecer celiaquía, que le fue diagnosticada a principios de 2021.
El 3 de diciembre de 2020, durante la pandemia de COVID-19 en España, la cantante dio positivo por COVID-19. A principios de septiembre de 2021, coincidiendo con su gira 11 Razones Tour, fue diagnosticada de laringitis, por lo que tuvo que cancelar varios conciertos para su recuperación. Unas semanas después, tras retomar algunos conciertos, se vio obligada a volver a cancelar un concierto en Sanlúcar de Barrameda horas antes de su comienzo por complicaciones en la laringitis. Sobre la cancelación de este último, la cantante afirmó en un vídeo publicado en sus redes sociales: 

«A principios de septiembre tuve laringitis, que no es algo muy fuerte, pero el problema es que se me inflamaron las cuerdas vocales y tuve que cancelar conciertos y aplazar otros cuatro. Ayer, después de tres semanas, volví a Sevilla y tenía muchísimas ganas de volver. De hecho mi médico y mi foniatra me dijeron que no estaba capacitada para volver, porque cuando tienes laringitis para la voz hablada está bien, pero para cantar tienes las cuerdas inflamadas o irritadas. Tengo que cancelar el concierto de hoy de Cádiz, me sabe fatal, pero por desgracia tengo que cancelar unos conciertos... no quiero que nadie piense que no soy responsable, todos los días caliento, cuido la voz, pero tampoco puedo forzar la situación ni que empeore».

Después de dos semanas de reposo vocal, la cantante confirmó en una entrevista su vuelta a los escenarios para el 9 de octubre en un concierto en Granada.

### Imagen pública
Aitana Ocaña ha sido puesta como ejemplo en diversas ocasiones por su excelente trato con los medios de comunicación. La prensa escrita ha resaltado la dulzura y la autenticidad que desprende en sus entrevistas, por ejemplo desde Ok Diario destacaron «la profesionalidad de la cantante que lleva dos años escasos en el mundillo y que no ha tenido nunca una mala cara hacia la prensa, a pesar del acoso que sufrió al salir de la academia». Borja Terán, de 20 Minutos realizó, en septiembre de 2021, un artículo sobre la actitud de la cantante hacia el público y los periodistas, tanto en entrevistas televisadas como escritas, donde destacó su «autenticidad» y la comparó con folclóricas de antaño por «compartir sus vivencias con esa generosidad que seduce, porque da detalles sin importarle compartirlos con el espectador, así el público se siente implicado en su vida, porque la narra sin aparente esnobismo, sin ningún tipo de complejo o superioridad moral».
Aunque casi nunca ha tenido problemas con la prensa, cabe destacar un conflicto ocurrido tras su vuelta de La Semana de la Moda de Milán en el aeropuerto de Barajas, donde los medios de comunicación la persiguieron a ella y a su pareja, Miguel Bernardeau, que acabó con la cantante llorando dentro de un taxi, debido a que se sintió agobiada por ver a tanta prensa para preguntarle acerca de su vida privada. Posteriormente, también ha utilizado sus redes sociales para quejarse de la difusión de noticias falsas por parte de los medios de comunicación.

## Discografía
Álbumes de estudio
- 2019: Spoiler
- 2020: 11 razones
- 2023: Alpha
- 2025: Cuarto azul

EP
- 2018: Tráiler

## Giras
Como artista principal
- 2019-2020: Play Tour
- 2021-2022: 11 Razones Tour
- 2023-2024: Alpha Tour
- 2026: Cuarto Azul World Tour

Como artista secundario
- 2018: OT 2017 en concierto (con Operación Triunfo 2017)

## Filmografía

### Cine
| Año  | Título                                           | Rol        | Notas                             | Ref.    |
| ---- | ------------------------------------------------ | ---------- | --------------------------------- | ------- |
| 2019 | La gran aventura de los Lunnis y el libro mágico | Voz        | Banda sonora                      | [ 301 ] |
| 2019 | Aladdin                                          | Voz        | Banda sonora                      | [ 302 ] |
| 2020 | Más allá de la luna                              | Voz        | Banda sonora                      | [ 303 ] |
| 2020 | Play Tour: en directo                            | Ella misma | Concierto Barcelona 2019          | [ 304 ] |
| 2020 | Aitana Play Tour: tras las luces                 | Ella misma | Película documental               | [ 305 ] |
| 2024 | Mis ganas ganan, la historia de Elena Huelva     | Ella misma | Película documental               | [ 306 ] |
| 2024 | Pared con pared                                  | Valentina  | Protagonista; película de Netflix | [ 307 ] |

### Series
| Año  | Título               | Rol        | Notas                                    | Ref.            |
| ---- | -------------------- | ---------- | ---------------------------------------- | --------------- |
| 2018 | Skam España          | Ella misma | Invitada; 1 episodio                     | [ 308 ]         |
| 2022 | La última            | Candela    | Protagonista; 5 episodios                | [ 309 ]         |
| 2025 | Aitana: Metamorfosis | Ella misma | Protagonista del documental; 6 episodios | [ 310 ] [ 311 ] |

### Televisión
| Año       | Título                               | Notas                                    | Ref.            |
| --------- | ------------------------------------ | ---------------------------------------- | --------------- |
| 2017–2018 | Operación triunfo                    | Concursante; 2.ª finalista               | [ 312 ]         |
| 2018–2025 | El hormiguero                        | Invitada; 10 programas                   | [ 313 ]         |
| 2019      | Aitana, las dos caras de un fenómeno | Documental televisivo                    | [ 314 ]         |
| 2019      | Vacaciones en el Titanic             | Cortometraje televisivo de El hormiguero | [ 315 ]         |
| 2020      | MasterChef Junior                    | Invitada; 1 programa                     | [ 316 ]         |
| 2020      | Hormigueddón                         | Cortometraje televisivo de El hormiguero | [ 317 ]         |
| 2021      | XXXV edición de los Premios Goya     | Intérprete musical                       | [ 318 ]         |
| 2021      | +Aitana                              | Protagonista musical                     | [ 319 ]         |
| 2021–2023 | La resistencia                       | Invitada; 5 programas                    | [ 320 ]         |
| 2021–2023 | La voz Kids                          | Asesora de David Bisbal (temporada 6)    | [ 321 ]         |
| 2021–2023 | La voz Kids                          | Coach (temporadas 7―8)                   | [ 322 ] [ 323 ] |
| 2023      | La Terminal T18                      | Cortometraje televisivo de El hormiguero | [ 324 ]         |
| 2024      | Festival de la Canción de San Remo   | Actuación especial junto a Sangiovanni   | [ 325 ]         |
| 2024      | Asesinatos: solo en El Hormiguero    | Cortometraje televisivo de El hormiguero | [ 326 ]         |
| 2024      | Alaska Revelada                      | Documental televisivo                    | [ 327 ]         |
| 2025      | La revuelta                          | Invitada; 1 programa                     | [ 328 ]         |

## Premios y candidaturas
Aitana ha sido galardonada con diversos premios, algunos de ellos a nivel internacional, entre los que cabe destacar un Premio Ondas, un MTV Europe Music Awards a la mejor artista española, seis Premios Odeón (actualmente llamados Premios de la Academia de Música), ocho premios Los 40 Music Awards, un Radio Disney Music Awards, un Nickelodeon Kids' Choice Awards o un Latin Music Italian Awards. Además de haber recibido dos nominaciones en los Premios Grammy Latinos, incluyendo la de mejor nuevo artista, dos a los Premios Lo Nuestro o tres a los Premios Heat Latin Music Awards, entre otras.

## Obras publicadas
- Ocaña, Aitana (2018). La tinta de mis ojos. Editorial Alfaguara. ISBN 9788420434032.[329]